# Meer van Alserio
Het Meer van Alserio (Italiaans: Lago di Alserio) is een meer in de Italiaanse regio Lombardije (provincie Como). Het is een van de vier grote meren in de heuvelachtige Brianza.
De enige plaats aan het meer is Alserio dat aan de zuidwestelijke oever ligt. De omgeving is dichtbebost en de oevers begroeid met riet. In het westen voert de kleine beek Cavotto het water af naar de Lambro.
Het meer en zijn omgeving maken deel uit van het regionale natuurpark Valle del Lambro. Hiertoe behoort ook het nabijgelegen Meer van Pusiano.
Albano · 
Alserio · 
Annone · 
Barrea · 
Bolsena · 
Bracciano · 
Campotosto · 
Comabbio · 
Como · 
Endine · 
Garda · 
Garlate · 
Idro · 
Iseo · 
Ledro · 
Lugano · 
Maggiore · 
Mergozzo · 
Misurina · 
Monate · 
Orta · 
Pusiano · 
Trasimeno · 
Varese · 
Vico · 
Viverone